# دیانا راماج
دیانا راماج (انگلیسی: Diant Ramaj؛ زادهٔ ۱۹ سپتامبر ۲۰۰۱) بازیکن فوتبال اهل آلمان است.
از باشگاه‌هایی که در آن بازی کرده‌است می‌توان به باشگاه فوتبال آینتراخت فرانکفورت و باشگاه فوتبال هایدنهایم اشاره کرد.
وی همچنین در تیم‌های ملی فوتبال زیر ۲۰ سال آلمان بازی کرده‌است.